# عنيت
عنيت (بالإنجليزية: Annite)‏ هو معدن نادر من مجموعة الميكا مِن السيليكات والجرماناتيس، يتبلور في نظام بلوري أحادي الميل مع التركيب الكيميائي: KFe2+3[(OH,F)2|AlSi3O10]. وبالتالي فهي بوتاسيوم - حديد - ألومينوسيليكات مع فلور وأيون هيدروكسيد إضافية، من الناحية الهيكلية، ينتمي العنيت إلى سيليكات الطبقات (سيليكات الصفائح).
العنيت شفاف إلى نصف شفاف وعادة ما يكون جدولًا بلوريًا وورقيًا هو مجاميع معدنية من اللون الأسود مع لمعان ضارب إلى الحمرة، اعتمادًا على الخصائص، فإن الأسطح البلورية لها شكل يشبه الزجاج أو يشبه عرق اللؤلؤ لمعان.

## علم أصل الكلمة والتاريخ
تم وصف العنيت بالفعل في عام 1868 من قبل جيمس دوايت دانا في نسخته السادسة من "نظام دانا لعلم المعادن"، حيث أسس أيضًا علم منهجية المعادن حسب دانا.
تم تسمية العنيت على اسم اكتشافها الأول (نوع المنطقة)، كيب آن على الرأس الشرقي لمقاطعة إسكس في ماساتشوستس، الولايات المتحدة الأمريكية.